# Фудзисава (посёлок)
Фудзисава (яп. 藤沢町 Фудзисава-тё:) — бывший посёлок в Японии, находившийся в уезде Хигасииваи префектуры Иватэ. 26 сентября 2011 года вошёл в состав Итиносеки.

## Географическое положение
Посёлок располагался на острове Хонсю в префектуре Иватэ региона Тохоку. С ним граничили города Итиносеки, Томе, Кесеннума. Площадь посёлка составляла 123,15 км².

## Население
Население посёлка составляло 9112 человек (1 ноября 2010), а плотность — 73,99 чел./км². Изменение численности населения с 1980 по 2005 годы:
| 1980 | 11 434 чел. |  |
| 1985 | 11 217 чел. |  |
| 1990 | 11 149 чел. |  |
| 1995 | 10 836 чел. |  |
| 2000 | 10 452 чел. |  |
| 2005 | 9904 чел.   |  |

## Символика
Деревом посёлка считался криптомерия, цветком — глициния, птицей — большая горлица.